# Coquettish
Coquettish ist eine japanische Ska-Punk-Band. Ihr Debütalbum erschien u. a. bei Asian Man Records und Guerilla Asso. Stilistisch wird die Band mit The Suicide Machines verglichen.

## Diskografie

### Alben
- 2004: High Energy Politics (Asian Man Records, Guerilla Asso, Justrock Records)
- 2008: Coquettish (Guerilla Asso, Ska In The World Records)
- 2015: Change This World (TV-Freak Records)

### Singles und EPs
- 2000: Total Pops Madness (Asian Man Records)
- 2003: Split CD (Split-EP mit Spiral Mess, Justrock Records)
- 2006: Show Case (Justrock Records)